# Золотистый каранкс
Золотистый каранкс, или голубой каранкс (лат. Caranx crysos), — вид морских лучепёрых рыб из семейства ставридовых. Представители вида распространены в западной части Атлантического океана от Бразилии до Канады; и в восточной Атлантике от берегов Анголы до Великобритании, включая Средиземное море. Максимальная длина тела — 70 см. Ценная промысловая рыба. Популярный объект спортивной рыбалки.
Международный союз охраны природы присвоил этому виду охранный статус «Вызывающий наименьшие опасения».

## Таксономия и этимология
Первое научное описание вида было сделано в 1815 году американским естествоиспытателем Самьюэлом Л. Митчиллом (1764—1831) на основании образца, отловленного в Нью-Йоркском заливе. Голотип не назначен. Первоначально вид был описан в составе рода скумбрий (Scomber) семейства скумбриевых под латинским биноменом Scomber crysos. Впоследствии трижды был переописан разными авторами под латинскими названиями Caranx fusus, Carangoides fusus, Caranx pisquetus и Trachurus squamosus. В 1833 году рассматривался уже в составе рода Caranx, который был выделен французским ихтиологом графом де Ласепедом в 1801 году.
Видовое название происходит от греч. Χρυσός — золотой, что отражает золотистый оттенок боков тела, брюха и жаберных крышек.

## Описание
Тело удлинённое, относительно высокое, немного сжато с боков, высота тела укладывается 3,2—3,5 раза в стандартную длину тела. Тело и грудь покрыты мелкой циклоидной чешуёй. Рыло закруглённое. Окончание верхней челюсти доходит до вертикали, проходящей через середину глаза. Глаза среднего размера, диаметр глаза в 4—5 раз меньше длины головы; есть жировое веко. Зубы на верхней челюсти расположены в два ряда; в переднем ряду мелкие клыкообразные. На нижней челюсти зубы расположены в один ряд. На верхней части первой жаберной дуги — 10—14 жаберных тычинок, на нижней — 25—28. Два спинных плавника. В первом спинном плавнике — восемь жёстких лучей, а во втором — один жёсткий и 22—25 мягких лучей. В анальном плавнике — один колючий и 19—21 мягкий луч, перед плавником расположены два колючки. Передние мягкие лучи в спинном и анальном плавниках удлинённые. Грудные плавники удлинённые, серповидной формы, их длина превышает длину головы. Боковая линия делает короткую высокую дугу в передней части, а затем идёт прямо до хвостового стебля. Вдоль прямой задней части боковой линии проходят костные щитки. По обеим сторонам узкого хвостового стебля проходят парные костные гребни. Хвостовой плавник серповидный. Позвонков — 10 туловищных и 15 хвостовых.
Верхняя часть тела — от светло-оливкового до тёмно-синевато-зелёного цвета; нижняя часть тела — серебристо-серая или золотистая. У молоди вдоль тела проходят семь тёмных полос.
Максимальная длина тела — 70 см, обычно — до 40 см. Масса тела — до 5,1 кг.

## Биология
Морские пелагические рыбы. Обитают в открытых водах, образуют небольшие группы. У искусственных объектов в море, например, у нефтяных платформ, наблюдаются большие скопления золотистых каранксов, достигающие нескольких тысяч особей.

### Питание
Золотистые каранксы являются оппортунистическими хищниками, которые питаются преимущественно пелагическими организмами; бентосные организмы составляют менее 0,1 % в рационе. По частоте встречаемости и массовой доле в желудках преобладают рыбы и ракообразные. Наблюдаются онтогенетические и сезонные различия в составе рациона. Существенную роль в питании золотистых каранксов как в открытых водах, и особенно у нефтяных платформ, играют организмы зоопланктона.

### Размножение
Наблюдаются региональные различия в возрасте и размерах при созревании, а также в сроках нереста. Самки золотистых каранксов у берегов Флориды впервые созревают при средней длине тела 267 мм (50 % самок в популяции). Пик нереста наблюдается в июне — августе, второй пик отмечен только в северо-западных районах в октябре. Плодовитость варьируется от 41 тысячи ооцитов у самок длиной 243 мм (масса тела 288 г) до 1546 тысяч ооцитов у особей длиной 385 мм (масса тела 1076 г). В Средиземном море у берегов Туниса самки золотистых каранксов впервые созревают (50 % особей в популяции) при средней длине тела 222 мм в возрасте 2,8 года, а самцы (50 % особей в популяции) — при средней длине тела 210 мм в возрасте 2,4 года; нерестятся в летние месяцы. На северо-востоке Бразилии у побережья Риу-Гранди-ду-Норти самцы и самки золотистых каранксов впервые созревают (50 % особей в популяции) при длине тела 331 мм. Нерестятся круглогодично с пиком в летние месяцы.

## Ареал
Широко распространены в умеренных, субтропических и тропических водах Атлантического океана между 46° с. ш. и 32° ю. ш. Восточная Атлантика: от прибрежья Англии вдоль побережья Франции до Сенегала и Анголы, включая Средиземное море. Западная Атлантика: от Новой Шотландии (Канада) до Бразилии, включая Багамские, Карибские и Антильские острова, Мексиканский залив и Карибское море.

## Взаимодействие с человеком
Золотистый каранкс является ценной промысловой рыбой на всём протяжении ареала. Статистика вылова отдельно по данному виду ведётся в Северной и Южной Америке, а в Африке и Европе учитываются уловы всех промысловых видов каранксов совместно. В 2000—2011 годах мировые уловы золотистого каранкса варьировались от 830 до 6792 тонн. Промысел ведётся кошельковыми неводами, жаберными сетями и ярусами. Реализуются в свежем, мороженом, сушёном или копчёном виде; часть улова идёт на производство рыбной муки, рыбьего жира, а также в качестве приманки для лова более ценных видов рыб.
Популярный объект спортивной рыбалки. Рекордный экземпляр золотистого каранкса массой 5,05 кг был выловлен 28 июня 1997 году у острова Дофин-Айленд (Алабама).
Отмечены случаи заболевания сигуатерой после употребления в пищу крупных особей данного вида рыб.